# Braden (Tennessee)
Braden és una població dels Estats Units a l'estat de Tennessee. Segons el cens del 2000 tenia 271 habitants.

## Demografia
Segons el cens del 2000, Braden tenia 271 habitants, 104 habitatges, i 79 famílies. La densitat de població era de 27,5 habitants/km².
Dels 104 habitatges en un 31,7% hi vivien nens de menys de 18 anys, en un 66,3% hi vivien parelles casades, en un 7,7% dones solteres, i en un 24% no eren unitats familiars. En el 16,3% dels habitatges hi vivien persones soles el 4,8% de les quals corresponia a persones de 65 anys o més que vivien soles. El nombre mitjà de persones vivint en cada habitatge era de 2,61 i el nombre mitjà de persones que vivien en cada família era de 2,97.
Per edats la població es repartia de la següent manera: un 22,5% tenia menys de 18 anys, un 7,7% entre 18 i 24, un 33,9% entre 25 i 44, un 28% de 45 a 60 i un 7,7% 65 anys o més.
L'edat mediana era de 37 anys. Per cada 100 dones de 18 o més anys hi havia 103,9 homes.
La renda mediana per habitatge era de 48.333 $ i la renda mediana per família de 51.750 $. Els homes tenien una renda mediana de 35.625 $ mentre que les dones 30.000 $. La renda per capita de la població era de 19.610 $. Entorn del 4,9% de les famílies i el 7% de la població estaven per davall del llindar de pobresa.

## Poblacions més properes
El següent diagrama mostra les poblacions més properes.